# Качог (Њујорк)
Качог (енгл. Cutchogue) насељено је место без административног статуса у америчкој савезној држави Њујорк.

## Демографија
По попису из 2010. године број становника је 3.349, што је 500 (17,6%) становника више него 2000. године.
| Група             | 2000.         | 2010.         |
| Белци             | 2.580 (90,6%) | 3.013 (90,0%) |
| Афроамериканци    | 69 (2,4%)     | 59 (1,8%)     |
| Азијати           | 15 (0,5%)     | 28 (0,8%)     |
| Хиспаноамериканци | 162 (5,7%)    | 242 (7,2%)    |
| Укупно            | 2.849         | 3.349         |